# Друштво за русински језик, књижевност и културу
Друштво за русински језик, књижевност и културу (рсн. Дружтво за руски язик, литературу и културу) је културно-просветна организација која се бави неговањем језичке и књижевне баштине русинског народа у Србији. Друштво је основано 1970. године у Новом Саду. Радом Друштва руководе Скупштина и Управни одбор. Почевши од 2018. године, председник Скупштине је проф. др Јулијан Рамач, а председница Управног одбора је  Блаженка Хома-Цветкович.

## Активности
Друштво је основано 4. децембра 1970. године у Новом Саду, под првобитним називом: Друштво за русински језик и књижевност (рсн. Дружтво за руски язик и литературу).
Од свог оснивања, друштво је било посвећено проучавању и неговању језичке, књижевне и културно-историјске баштине Русина у Србији. Захваљујући делатности Друштва и његових истакнутих чланова, русински језик којим говоре Русини у Србији у великој је мери систематизован, а преводиоци, издавачи и медији много боље функционишу захваљујући помоћи коју добијају као чланови и сарадници Друштва. У оквиру рада Друштва организују се научни и стручни скупови, трибине, округли столови и друге културно-просветне манифестације. Захваљујући тим активностима, публиковано је више приручника везаних за русински језик и књижевност.
Друштво се посебно стара о неговању и унапређивању језичке културе међу школском децом и омладином. У том циљу, блиско сарађује са школским установама у којима се изводи настава на русинском језику, а у склопу остваривања заједничких програма такође сарађује са Министарством просвете, науке и технолошког развоја Републике Србије и надлежним покрајинским секретаријатима. Организују се школска такмичења, на окружном и државном нивоу, у којима учествују школе са русинским наставним језиком, као и школе у којима се русински језик изучава као изборни предмет са елементима националне културе.

## Издавачка делатност
Почевши од 1975. године, Друштво издаје свој годишњак, који се првобитно звао Творчосц (што значи: стваралаштво), који је излазио до 1987. године и чији је први уредник био Ђура Варга, (1925—2003), тада председник Друштва. Под тим насловом је објављено првих 13 бројева (1975-1987). Почевши од двоброја 14-15 (1988-1989) годишњак је променио назив, усвојивши латински наслов: Studia Ruthenica, са русинским поднасловом: зборнїк роботох (што значи: зборник радова).
Друштво је издало седам едиција на различите теме, као што су: Образовање, Предшколско васпитање, Литература, Речници, Ликовно стваралаштво, Отето од заборава и Катедра.

## Руководство и чланство
Први председник Друштва био је Микола М. Кочиш (1970—1973), а касније је исту дужност обављао Ђура Варга. Чланови Друштва су највећим делом културни и просветни радници (професори, педагози), књижевници, новинари, публицисти, преводиоци и други познаваоци русинског језика и књижевности. Друштво има 1178 чланова (995 редовних, 108 почасних и 75 чланова-сарадника). У почасном чланству је и знатан број истакнутих слависта, односно русиниста из земље и иностранства.

## Однос према статусу русинског језика
Иако је ДРЈКК остварило значајне успехе у области неговања и унапређивања русинске језичке и књижевне баштине, чланство и руководство се у неколико наврата суочавало са сложеним питањима која се односе на статус русинског језика у породици словенских језика. Разлике и недоумице у односу према поменутим питањима дошле су до изражаја приликом ангажовања истакнутих чланова Одбора за лингвистику ДРЈКК на решавању питања о статусу и међународној класификацији русинског језика у оквиру система ISO.     
У пролеће 2019. године, група истакнутих чланова ДРЈКК, међу којима су се налазили: проф. др Јулијан Рамач (председник Скупштине ДРЈКК), проф. др Михајло Фејса и мр Хелена Међеши (сво троје чланови Одбора за лингвистику ДРЈКК), прикључила се широј иницијативи за поделу јединственог русинског језика на два посебна језика, путем уздизања карпатско-русинског наречја и панонско-русинскогг наречја на статус посебних језика у оквиру система ISO, са предложеним називима: Источнорусински језик и Јужнорусински језик. Предлог за поделу, који би довео до укидања јединственог русинског језика путем стварања два посебна (одвојена) језика, одбијен је почетком 2020. године од стране Међународне организације за стандардизацију (ISO).
Иста група је крајем 2020. године, у проширеном саставу, уз учешће још неких чланова ДРЈКК, упутила нови (измењени и допуњени) захтев истој Међународној организацији за стандардизацију (ISO), затраживши признавање потпуно новог језика, под предложеним називом: "рутенски језик" (енгл. Ruthenian language). Према предлогу ове групе, тај нови језик би обухватао само досадашње панонско наречје, чиме би појам русинског језика био редукован на досадашње карпатско наречје. Уколико буде усвојен, поменути захтев ће довести до поделе јединственог русинског језика на два потпуно одвојена језика.
Поменути захтеви из 2019. и 2020. године формулисани су од стране групе истакнутих чланова и руководилаца ДРЈКК, уз подршку појединих страних стручњака, али без учешћа русинских лингвиста из матичних (карпатских) области. Иако питање о језичком јединству има велики значај за русински народ у целини, а самим тим и за основну делатност ДРЈКК, поменути предлози неколицине лингвиста из редова ДРЈКК нису били предочени широј русинској и осталој јавности путем званичног сајта ДРЈКК.